# أميت سيباستيان باول
أميت سيباستيان باول (بالسويدية: Amit Sebastian Paul) هو مغني سويدي، ولد في 29 أكتوبر 1983 في بيتيو في السويد.

## وصلات خارجية
- الموقع الرسمي
- أميت سيباستيان باول على موقع IMDb (الإنجليزية)
- أميت سيباستيان باول على موقع ميوزك برينز (الإنجليزية)
- أميت سيباستيان باول على موقع ديسكوغز (الإنجليزية)